# Dumbrăvița (Brașov)
Dumbrăvița is een Roemeense gemeente in het district Brașov.
Dumbrăvița telt 4888 inwoners.